# Marvel Television
Marvel Television — колишня американська телевізійна компанія, була підрозділом Marvel Entertainment та відповідала за телесеріали, що засновані на засновані на персонажах коміксів  Marvel, як і з живими акторами, так і анімовані (через Marvel Animation). Компанія базувалася у філії ABC Studios. Marvel Television також співпрацювала з 20th Century Fox у створенні шоу на основі франшизи про Людей Ікс, таких як «Легіон» і «Обдаровані». У жовтні 2019 року підрозділ було передано від Marvel Entertainment до Marvel Studios. Наразі Marvel Television є лише лейблом Marvel Studios, а не самостійною компанією.

## Історія
28 червня 2010 року Marvel Entertainment оголосила про початок створення Marvel Television разом із призначенням Джефа Лоеба на посаду виконавчого віце-президента та глави телебачення. У жовтні 2010 року було оголошено, що перший телевізійний серіал від Marvel Television для ABC який був зосереджений на Халку, розробленому Гільєрмо дель Торо. У грудні 2010 року стало відомо, що Мелісса Розенберг розробляла AKA Джессіку Джонс, засновану на серії коміксів «Псевдонім» і зосереджена на Джесіці Джонс, для ABC, яка мала вийти в ефір у 2011 році в телевізійному сезоні 2011—2012 років.
На San Diego Comic-Con International 2011 Леб розповів, що окрім проєкту «Халк» і відомої як Джессіка Джонс, Marvel Television також розробляє «Плащ і кинджал» і «Пересмішник» на ABC Family. У жовтні 2011 року ABC Studios продала сценарій «Карателя» компанії Fox, яка взяла на себе зобов'язання пілотувати проєкт. У квітні 2012 року Marvel Television підписала контракт з Creative Artists Agency на пряму репрезентацію. У травні 2012 року було оголошено, що проєкт Халк не готовий до сезону 2012—2013 і, можливо, буде готовий до сезону 2013—2014. Також було оголошено, що ABC перейшла на іншу AKA Джессіку Джонс.

Логотип лейбла Marvel Televison представлений у 2024 році